# Farida Benlyazid
Farida Benlyazid (Tánger, Marruecos, 18 de marzo de 1948 ) es una guionista, productora, directora de producción, novelista y directora marroquí. 
Con una trayectoria en el cine y la producción cinematográfica que inició en los años 70, Benlyazid sigue siendo una de las pocas mujeres marroquíes en dicho campo. Desde el inicio de su carrera hasta 2003, fue la única cineasta en Marruecos. Sus películas, adaptaciones de novelas, documentales y guiones han ganado reconocimiento internacional. Su obra destaca por representar las luchas y obstáculos que enfrentan las mujeres marroquíes, las relaciones entre género, sociedad y religión, la representación de las mujeres como multidimensionales e individualistas, cada una definida por su propia edad, clase y educación personal y cultural así como la incorporación de sus propias vivencias.

## Trayectoria
El interés de Farida Benlyazid por el mundo del cine comenzó a una edad temprana, inspirada y animada por su madre. Su infancia jugó un papel en la formación de sus futuras películas. Por ejemplo, Benlyazid creció en Marruecos hablando con su madre en español y su padre en árabe, lo que resultó en la formación de una identidad multicultural. Esto ha dado forma a su visión de la vida y ha influido en la mayoría de sus películas en la que se refleja la construcción compleja de la mujer marroquí, de hecho, Benlyazid incorpora varios componentes autobiográficos en sus guiones.
Los deseos de una educación y de viajar de Benlyazid fueron prohibidos por su entonces esposo quien, debido a la interpretación marroquí de la ley islámica antes de los noventa, era el único que podía solicitar el divorcio. Después de una larga batalla legal, se divorció de él en 1971, ese mismo año, dejó Marruecos y se mudó a Francia. Primero asistió a la Universidad de París VIII, donde estudió Literatura Francesa, y luego a la École Supérieure des Études Cinématographiques (ESEC) para estudiar cine de 1974 a 1976.
Benlyazid obtuvo una licenciatura en Cine y Literatura por la Universidad de París en 1976. Posteriormente recibió su maestría en la Ecole Supérieure des Etudes Cinématographiques de París. Inmediatamente después de su graduación, comenzó a escribir guiones de películas.

### Carrera
La carrera cinematográfica de Benlyazid comenzó en Francia en 1979 con la dirección de Identités de femmes, una pieza corta sobre mujeres inmigrantes en Francia. Dos años después, cuando regresó a Marruecos durante la época de los represivos años de plomo (Marruecos), el país tenía una industria cinematográfica débil. Se unió a un grupo de cineastas motivados y finalmente comenzó su carrera como guionista, productora, cineasta de documentales, asistente de dirección y gerente de producción.
Benlyazid produjo su primer largometraje en 1989, A Door In The Sky, aunque este no fue su primer trabajo cinematográfico. En 1981, produjo la película y escribió el guion de Poupees de Roseau con su segundo y ahora exmarido Jillhali Ferhaiti y escribió el guion de Badism dirigida por Mohammed A. Tazi (1986). Tres años después de su primer largometraje, escribió otro guion para la película Looking for My Wife's Husband en 1992. Desde entonces, Benlyazid ha seguido produciendo, dirigiendo y escribiendo tanto películas como documentales. Ha dirigido un total de seis películas, escrito un total de cinco, producido dos películas y creado dos documentales. En 1991 creó su propia productora llamada "Tingitania Films", proviene del antiguo nombre de Tánger, Tingis.
Como periodista Benlyazid es autora de dos cuentos y ha escrito políticamente como periodista y crítica en revistas y revistas como Kantara, Le Libéral, El Mundo y Autrement.
Benlyazid sigue siendo una de las pocas mujeres en Marruecos que dirige, produce y escribe guiones para películas, ya que el apoyo familiar y social sigue siendo un desafío para muchas de las mujeres que desean iniciar una carrera en el cine. Al comienzo de su carrera, en Marruecos no existía ningún fondo cinematográfico nacional debido a una historia de colonización por parte de los franceses que retrasó la nacionalización de la industria cinematográfica marroquí, presentando una clara barrera para la producción cinematográfica. Se considera que Benlyazid ha desafiado las instituciones y creencias tradicionales en Marruecos, en todo el Medio Oriente y el norte de África al negarse a la imposición de cualquier forma de autocensura al retratar la monarquía o la religión. Otros obstáculos para las mujeres marroquíes que desean dedicarse a películas como Benlyazid pueden incluir el pago, según la propia Benlyazid, quien afirma: "No tenemos mercado aquí y es difícil conseguir financiación. Cada vez que solicito un proyecto, obtengo menos dinero que los hombres".

### Filmografía

#### Como guionista
- Arayiss men / Kasab Poupées de Roseau (1981)
- Badis 1564 (1986)
- A la recherche du mari de ma femme (1993)
- L’Histoire d’une rose / A Story of a Rose (2007)

#### Como directora / productora
- Bab al-sama' maftooh / Une Porte sur le Ciel (1989)
- Aminata Traoré / Une femme de Sahel (1993)
- Sur la terrace  (1995)
- Kayd Insa / Ruses de femmes (1999)
- Casablanca (2002)
- La Vida perra de Juanita Narboni / La Chienne de vie de Juanita Narboni (2005)
- Casanayda / Casa ça bouge  (2007)
- Through the Blooming Valley's (2016)

## Visiones sobre su obra

### Representación de la mujer y el Islam
Las temáticas más comunes en la obra de Benlyazid comprenden las representaciones multidimensionales y complejas de las mujeres marroquíes. Académicos como Sandra Gayle Carter afirman que esta representación se debe a que Benlyazid incorporó sus propias filosofías personales sobre género, humanidad y religión en sus guiones y películas. Carter sostiene que, aunque Benlyazid recibió una educación occidental, el enfoque feminista de la directora sobre la representación de las luchas de las mujeres marroquíes es todo menos eurocéntrico. Los personajes de Benlyazid, cuando se enfrentan a problemas en la sociedad marroquí, los resuelven a través de una forma de liberación femenina arraigada en la cultura y creencias marroquíes.
Sus películas se centran en el papel de la mujer marroquí desde la época de la independencia de Marruecos en 1956 hasta la actualidad. En la mayoría de sus películas, existe una fuerte conexión entre el Islam y el feminismo. La mayoría de sus personajes femeninos utilizan el Islam como una forma de guiar sus propias identidades y filosofías feministas. En sus películas, el Islam siempre se presenta con una visión suavizada y una religión que presume de igualdad entre hombres y mujeres. Benlyazid utiliza técnicas comunes de las feministas islámicas en sus películas, incluida la reescritura de viejos mitos e historias dándoles a las mujeres sus propias voces. Sus películas enfatizan el importante papel de la mujer y su contribución a la sociedad marroquí. Además de la desigualdad de género y los roles de género, sus películas también analizan la sociedad marroquí y se centran en cuestiones de poder social y político, así como del colonialismo. Sus películas son más populares en las culturas occidentales que en Marruecos debido a la crítica que la directora sutilmente realiza sobre la cultura, la sociedad y el colonialismo marroquíes.
Su primer largometraje, A Door in the Sky, una película debatida y controvertida tanto en Occidente como en el mundo árabe, retrata una tensión entre tradición y modernidad y una identidad francesa y marroquí. Según Mustapha Hamil, en el viaje de autodescubrimiento y comprensión de los personajes en esta película, se muestra que el Islam es compatible con la modernidad, ya que la cultura islámica se fusiona con una conciencia feminista. De esta manera, tanto los aspectos tradicionales del Islam como las enseñanzas modernas del feminismo occidental ayudan a formar y realizar la identidad de los personajes principales, ya que Benlyazid no adapta ni un enfoque totalmente oriental u occidental, sino que fusiona los dos. En una reseña de la película de Viola Shafik en Cine árabe, historia e identidad cultural, Shafik señala que A Door in the Sky aprecia los aspectos tradicionales del Islam y los enfoques occidentales del feminismo, que de hecho tienen una larga tradición en la cultura islámica se puede utilizar en la autorrealización femenina.

### Bab al-sama 'maftooh
Bab al-sama 'maftooh (en español, "Una puerta al cielo") es uno de los dramas más populares de Benlyazid, producido en 1989. Fue lanzado en Francia, Marruecos y Túnez. Bab al-sama 'maftooh usa el Islam como una forma de revelación espiritual. La película no se acerca a la religión de manera radical, lo que permite que la película circule en la cultura occidental sin problemas. Sin embargo, el crítico de cine marroquí Hamid Tbatou afirma que algunas partes de la película están orientalizadas y puntualiza específicamente el tipo de arquitectura. Dado que la película juega con las percepciones y estereotipos occidentales, esta podría ser una razón por la que es más popular en la cultura occidental que en Marruecos.

### Keïd Ensa
Keïd Ensa (en inglés, "Women's Wiles") fue producida en 1999 y es una de las películas más conocidas de Benlyazid. Se inspiró en un mito tradicional como inspiración para esta película. Se centra en volver a contar un viejo mito y trabaja para dar voz a las mujeres en una cultura que cree que las mujeres son inferiores a los hombres. Como Lalla siempre encuentra la manera de superar a su marido, se convierte en la superior, la más inteligente, lo que demuestra que las mujeres son tan capaces como los hombres. En muchos sentidos, Benlyazid utiliza un método de Scheherazad para crear una historia en la que la mujer burla al hombre en su relación.